# Sílfio
Sílfio (em latim: Silphium) era uma planta umbelífera, de origem norte-africana, muito usada na Antiguidade Clássica, especialmente na cosmética, na culinária e na medicina. A espécie não foi identificada com certeza pela botânica moderna e alguns pesquisadores acreditam que se encontre extinta.
Era um produto essencial no comércio e na economia da cidade líbia de Cirene, no Norte da África, tanto que ela foi cunhada em moedas do período para demonstrar sua importância. Praticamente todas as partes do sílfio eram valiosas. O caule e as raízes eram comestíveis, atuando também como conservantes. Carneiros e ovelhas que consumissem sílfio teriam carne mais macia. As flores, em geral amarelas, eram usadas na confecção de perfumes. A seiva desidratada poderia ser utilizada em unguentos, temperos e até como afrodisíacos.
Sílfio era uma importante espécie da região, evidenciada pelos antigos egípcios e pelos minoanos, que tinham um glifo específico para representar a planta. Foi amplamente utilizada por todo o Mediterrâneo.

## Origem

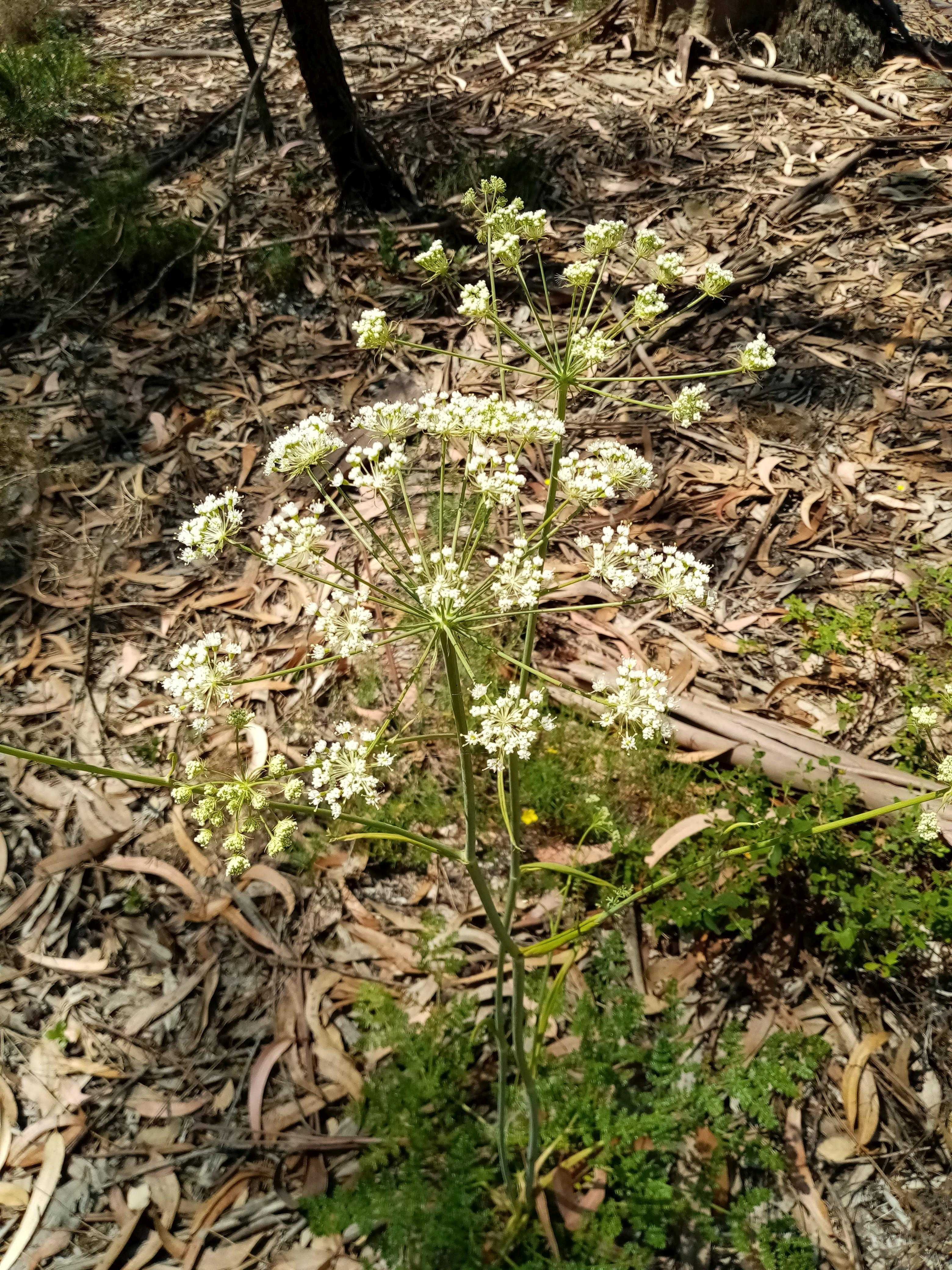
Thapsia gummifera na Mata Nacional da Machada, Barreiro

A exata identidade do sílfio é desconhecida. Acredita-se que ela seja uma espécie extinta do gênero Ferula, parente da cenoura, ou um híbrido de plantas selvagens que cresce apenas na Líbia, ainda não identificado, ou a Thapsia gummifera.
Segundo Teofrasto, a planta teria raízes escuras, casca negra, compridas com o tamanho de um cúbito. Teria o caule oco e as folhas douradas, semelhante ao aipo, tendo sido comparada à Magydaris pastinacea, que cresce na Síria e nas encostas do Monte Parnaso, próximo de Delfos.
Em sua obra, História Natural, publicada em 77 EC, Plínio, o Velho, discute a importância da planta chamada silphium, cuja resina Plínio descreve como "um dos maiores presentes que a natureza já nos deu".
Segundo relatos de exploradores botânicos, desde a Idade Média que a planta é procurada nos três continentes do mundo clássico. Para alguns botânicos, o desaparecimento do sílfio foi a primeira extinção registrada de qualquer espécie, planta ou animal por seres humanos. O último talo do qual se tem conhecimento foi presenteado ao imperador Nero como uma curiosidade, por volta dos anos de 54 a 68, quando Plínio, o Velho, ainda estava vivo, conforme o autor relata em sua obra, Histórial Natural.
A desejada planta possuía um tempero substituto considerado aceitável pelos antigos, a planta conhecida dcomo Ferula asafoetida ou assafétida, que possui um cheiro sulfuroso. Até hoje ela é utilizada na culinária da Índia e Ásia Central, e pode ser encontrada em pratos de dal, almondêgas e legumes assados.

## Usos medicinais
Considerada um verdadeiro remédio para todos os males, médicos antigos citam diversas doenças e males as quais a planta poderia curar: dor de estômago, remoção de verrugas, mordidas de cachorros, calvície, dor de dente, pleurisia e epilepsia, além de servir como um bálsamo para raiva e picadas de escorpiões.

## Possível redescoberta

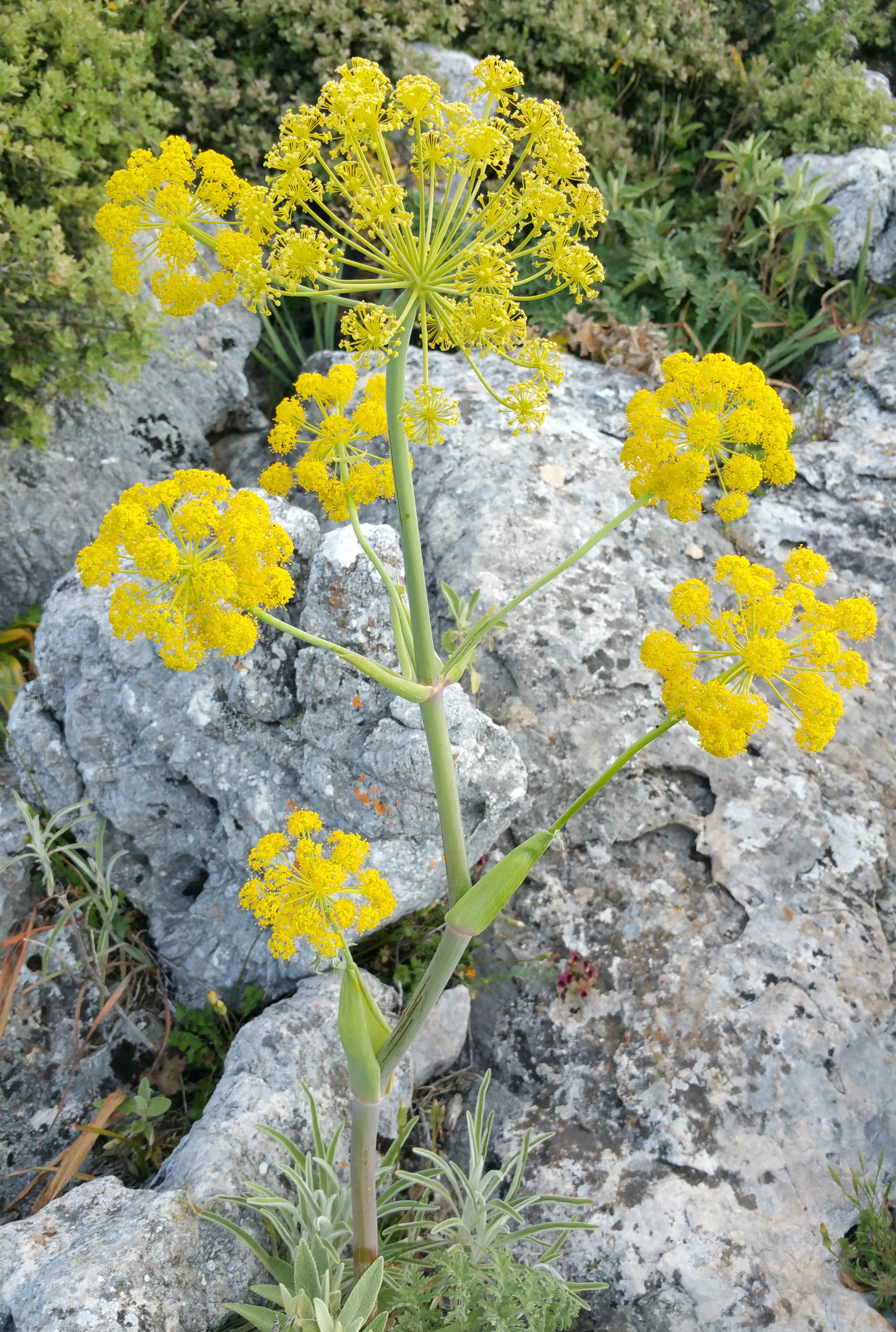
Ferula tingitana

O sílfio apresenta semelhanças com a Ferula drudeana, descoberta no sopé do Monte Hasan, na Capadócia, na Turquia: presença de raízes espessas e ramificadas, semelhantes ao ginseng, folhas como copas de árvores, um talo estriado que se ergue em direção a cachos circulares de flores, folhas em forma de aipo e sementes (e mericarpos) finos como o papel em forma de corações invertidos.
Hipócrates relatou que houve duas tentativas, sem sucesso, de transplantar o sílfio para a Grécia continental, mas a planta se mostrou voluntariosa com o clima da região. Segundo Miski, a F. drudeana também é uma planta difícil de transplantar. Sua equipe no Departamento de Farmacognosia conseguiu propagar a planta em uma estufa usando estratificação a frio, uma técnica em que as sementes são enganadas para germinar, expondo-as a condições úmidas, semelhantes ao inverno.
As fontes antigas dizem que o sílfio vinha exclusivamente de uma zona estreita ao redor da cidade de Cirene, um local agora ocupado pelo moderno assentamento de Xaate, na Líbia. O sopé do Monte Hasan se encontra a 1290 km em direção ao nordeste, em linha reta, através do Mediterrâneo. Os locais onde a planta crescem foram antigamente ocupados por populações gregas que podem não ter sabido que ali havia sílfio ou que levaram a planta da Líbia para a Turquia e ali a plantaram, já que as regiões são bastante semelhantes, com um clima mediterrâneo.
Porém, F. drudeana pertence a uma linhagem originária da região do sul do mar Cáspio, sem conexão conhecida com o leste da Líbia.